# Monumenta Palaeographica Gregoriana
Monumenta Palaeographica Gregoriana (Abkürzung MPG) ist eine von der deutschen Sektion der Internationalen Gesellschaft für Studien des Gregorianischen Chorals unter Leitung von Godehard Joppich herausgegebene Editionsreihe zum Gregorianischen Gesang. Sie erscheint seit 1986 in Münsterschwarzach.
Die Werke stammen aus der Stiftsbibliothek St. Gallen, der Biblioteca Capitolare in Benevento und aus der Staatsbibliothek Bamberg.

## Inhaltsübersicht
- 1. Die Handschrift Benevento, Biblioteca Capitolare 33. 1986. Cod. 33 der Biblioteca Capitolare von Benevento (auch Codex Bv 33), Missale Antiquum, geschrieben 10./11. Jahrhundert.
- 2.  Die Handschrift Bamberg, Staatsbibliothek Lit. 6. 1986.  Cod. lit. 6 (Codex Msc. lit. 6) aus der Staatsbibliothek in Bamberg, Graduale, geschrieben um 1000 in St. Emmeram, Regensburg.[1]
- 3. Cantatorium, Cod. 359 der Stiftsbibliothek St. Gallen, geschrieben 922 bis 925 (vollständig ausnotiert sind Graduale, Alleluia und Tractus; für die übrigen Gesänge ist nur das Textincipit angegeben).
- 4. Antiphonarium Hartkeri (Codex St. Gallen 390/391) (mehrere Bände)